# Bissa jezik
Bissa jezik (ISO 639-3: bib; bisa), jezik iz istočne skupine mande jezika kojim govori oko 582 000 ljudi, poglavito u Burkini Faso (350 000; 1999 SIL); 166 000 u Gani (2003); 3 000 u Togou (1991 SIL). Pripadnici etničke grupe zovu se Bissa ili Busansi, čija su glavna gradska središta Garango, Zabré, Gomboussougou i Tenkodogo u provincijama Boulgou i Zoundweogo (Burkina Faso).
U upotrebi su i jezici mòoré [mos] ili francuski [fra]. jedini je predstavnik istoimene podskupine. Ima više dijalekata baraka ili istočni bisa, lebir ili zapadni bisa, lere.

## Vanjske poveznice
- Ethnologue (14th)
- Ethnologue (15th)